# 술레후프

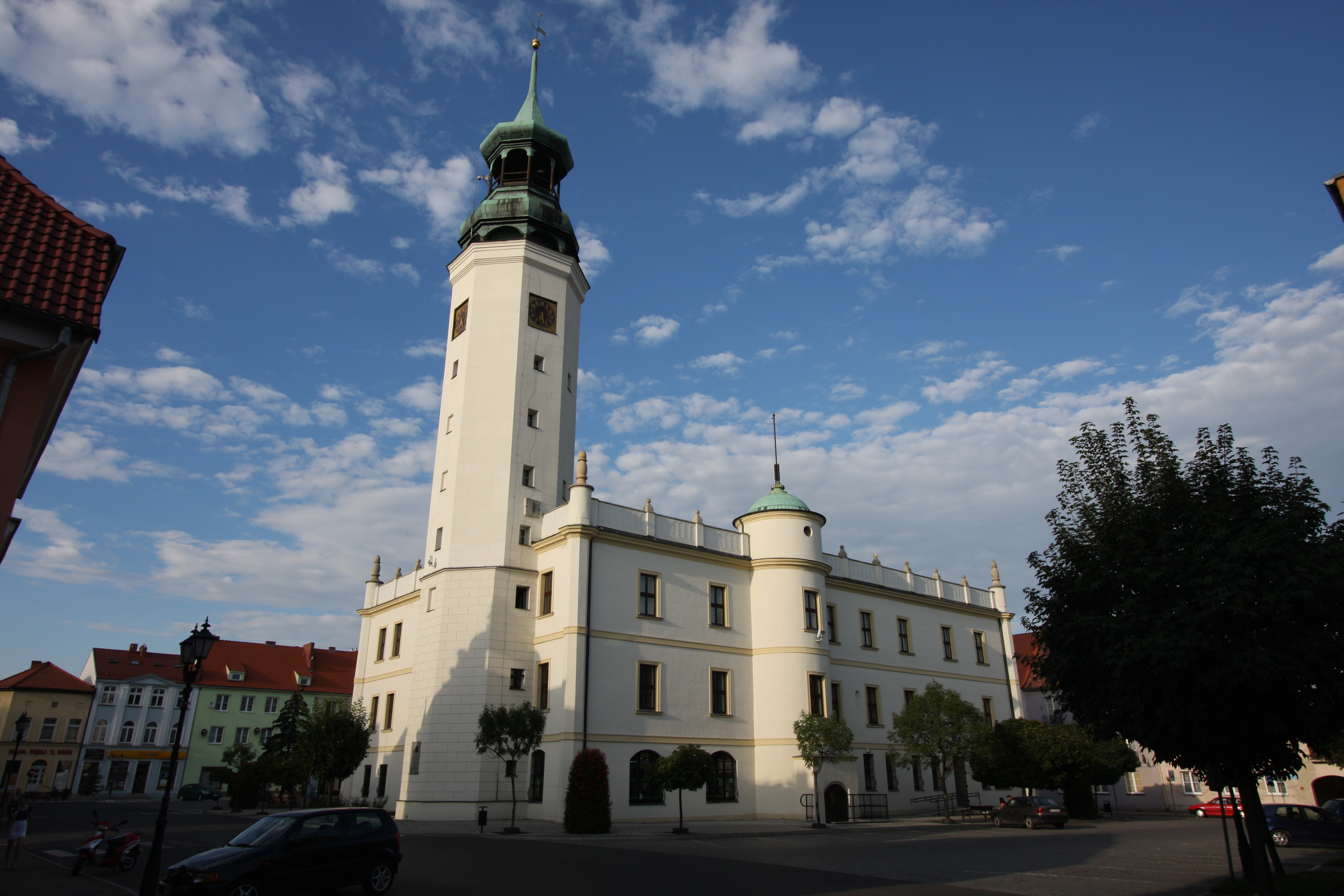
술레후프 시청

술레후프(폴란드어: Sulechów, 독일어: Züllichau 췰리하우[*])는 폴란드 서부 루부시주에 위치한 도시로 면적은 6.83km2, 인구는 14,035명(2024년 6월 30일 기준), 인구 밀도는 2,100명/km2이다. 행정 구역상으로는 지엘로나구라군에 속한다. 중세 시대에 건설된 이 도시에는 폴란드령 루부시 지방에 중요한 역사적 기념물이 많이 있다.

시기
시 문장

## 지리
오데르강 북쪽에 위치한 역사적 지방인 돌니실롱스크에 위치하고 있다. 도심은 루부시주의 주도인 지엘로나구라에서 북동쪽으로 약 22km 떨어져 있으며 포즈난으로 가는 국도 제32호선이 고속도로 S3호선과 교차하여 고주프비엘코폴스키로 이어진다. 지엘로나구라 공항은 약 14km 떨어져 있다.

## 역사
990년에 폴란드의 미에슈코 1세 공작에 의해 정복되어 1138년부터 실롱스크 공국의 일부가 되었다. 1319년에는 브란덴부르크 변경백 발데마르의 지배하에 들어갔다. 그러나 발데마르가 1320년에 사망하면서 피아스트 왕조의 그워구프 공작령이 되었다.
1482년에 브란덴부르크 선제후 알브레히트 아힐레스의 지배하에 들어갔고 1537년부터는 노이마르크의 일부가 되었다. 1701년부터는 프로이센 왕국의 지배를 받았고 1815년에는 프로이센 왕국을 구성하던 브란덴부르크주에 편입되었다. 1945년에 제2차 세계 대전의 종전과 함께 오데르-나이세선이 확립되면서 폴란드의 영토가 되었다.